# Jens Ackermann
Jens Ackermann (* 2. Juli 1975 in Magdeburg) ist ein deutscher Politiker (FDP).

## Ausbildung und Beruf
Nach dem Abitur 1994 am Börde-Gymnasium in Wanzleben leistete Ackermann zunächst seinen Wehrdienst ab und absolvierte anschließend von 1995 bis 1998 eine Ausbildung zum Krankenpfleger und Rettungssanitäter in Magdeburg. 1999 erfolgte seine Abschlussprüfung als Rettungsassistent. Neben seiner Berufstätigkeit im Rettungsdienst bei der Firma Krankentransport und Rettungsdienst Ackermann GmbH und als Unterrichtspfleger in der evangelischen Krankenpflegeschule der Pfeifferschen Stiftungen in Magdeburg studierte er von 1998 bis 2005 an der Martin-Luther-Universität Halle-Wittenberg Pflege- und Gesundheitswissenschaft mit dem Schwerpunkt Medizinpädagogik mit dem Abschluss als Diplom-Medizinpädagoge.

## Partei
Ackermann ist seit 2005 Vorstandsmitglied und seit 2007 Vorsitzender des FDP-Kreisverbandes Börde und war von 2006 bis Juli 2007 Vorsitzender des Landesfachausschusses Soziales und Gesundheit des FDP-Landesverbandes.

## Abgeordneter
Von 2000 bis 2004 gehörte Ackermann dem Gemeinderat seines Heimatortes Bottmersdorf in der Magdeburger Börde an und war hier auch Vorsitzender der FDP-Fraktion. Seit 2004 gehört er dem Kreistag des Bördekreises bzw. seit dem 1. Juli 2007 des neu gebildeten Landkreises Börde an.
Ackermann war von Oktober 2005 bis Oktober 2013 Mitglied des Deutschen Bundestages.
Er erzielte bei der Bundestagswahl 2009 am 27. September 2009 im Bundestagswahlkreis Börde – Jerichower Land  9,7 % der Erststimmen. Er stand auf Platz 2 der FDP-Landesliste Sachsen-Anhalt und zog somit in den Bundestag ein.
Jens Ackermann war Obmann der FDP-Fraktion im Bundestagsausschuss für Gesundheit und im Ausschuss für Tourismus. Seit 2010 war er Vorsitzender der deutsch-ungarischen Parlamentariergruppe.

## Privates
Ackermann ist ledig und hat einen Sohn. Er ist evangelischer Konfession. Nach dem Ausscheiden aus dem Bundestag stieg er in die Krankentransportfirma seiner Eltern ein.